# Глен або Гленда
«Глен або Гленда» (англ. Glen or Glenda) — американський фільм 1953 року. Дебютна робота режисера Еда Вуда-молодшого

## Сюжет
Психотерапевт розповідає інспекторові поліції дві історії з життя транссексуалів та трансвеститів: про те, як чоловік на ім'я Алан зробив операцію й став Анною, та про те, як Глен (Ед Вуд) боїться розповісти своїй дівчині Барбарі про те, що він любить носити сукні та гуляти вночі в образі Гленди. В цей час один вчений попереджає глядачів: «Остерігайся зеленого дракона, друже!»

## В ролях
- Ед Вуд — Глен
- Долорес Фуллер — Барбара
- Бела Луґоші — Вчений
- Конорад Брукс
- Пол Марко
- Лайл Талбот

## Цікаві факти
- Ед Вуд був режисером, сценаристом, продюсером та виконавцем головної ролі.
- Єдиний фільм Вуда, який продюсувала дотична до кіно людина — продюсер Джордж Вайс. Він же знявся в епізодичній ролі трупа трансвестита.
- Вуд й у реальності був гетеросексуальним трансвеститом.
- В фільмі Нащадки Чакі неодноразово йде відсилання до фільму «Ґлен або Ґленда».